# René Iché

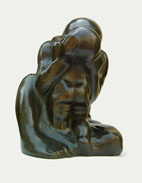
Père et fils (1925)

René Iché (Sallèles-d'Aude, 21 januari 1897 – Parijs, 23 december 1954) was een Frans surrealistisch beeldhouwer en schilder.

## Leven en werk

### 1897-1923
Iché werd geboren als zoon van een apotheker en bracht zijn schooljaren door aan het lyceum van Carcassonne. Hij sloot in die periode vriendschap met Joë Bousquet, de latere dichter van het surrealisme. Vanaf 1909 ging hij schilderen: portretten en landschappen in olieverf en pastel, waarvoor hij in 1914 een eerste prijs kreeg. In hetzelfde jaar ging hij studeren aan de École des Beaux-Arts van Montpellier. Door in 1915 met zijn geboortejaar te sjoemelen, kon hij als vrijwilliger dienstnemen in het Franse leger. Hij vocht mee aan de fronten van de Aisne, de Somme en Verdun en raakte enkele keren gewond. In die tijd ontmoette hij Guillaume Apollinaire, en gedurende zijn verlofperiodes voerde hij met de theatergroep Les Oberlé pacifistisch getinte theaterstukken op.
Na zijn demobilisatie in 1919 vestigde Iché zich in Parijs in de Rue Jacob. Hij volgde de studierichtingen rechten en politieke wetenschappen. In 1921 schreef hij het anti-oorlogsstuk La Grande Boucherie voor de toneelregisseur Gaston Baty. Na de beëindiging van zijn studie trad hij in dienst van het secretariaat voor de koopvaardij. Bij een bezoek aan het atelier van de beeldhouwer Émile-Antoine Bourdelle raakte hij dermate onder de indruk van diens werk, dat hij besloot zijn baan op te zeggen en te gaan beeldhouwen. Bourdelle nam hem aan de Académie de la Grande Chaumière als leerling aan en dankzij de ondersteuning van Bourdelle en Aristide Maillol kon hij in 1923 deelnemen aan de Salon des Indépendants met diverse beelden, waaronder Forfaiture, een pacifistisch werk dat al op de openingsdag wegens de indecente aard onder de censuur van de politie viel.

### 1923-1940
In 1923 huurde Iché een atelier in de Rue Daguerre, waar hij zijn eerste beeld 'en taille directe' vervaardigde: Étude de lutteurs. Bij de Parijse galerie van Louis Carré stelde hij het kubistische beeld Père et fils tentoon, dat prompt werd gekocht door een Amerikaanse museumconservator voor het Art Institute in Chicago. Het ontwerp voor een oorlogsmonument in Canet (Aude), dat als te pacifistisch werd gezien, werd in 1925 geweigerd. In 1927 werd wel een oorlogsmonument met een pacifistisch karakter geaccepteerd in Ouveillan, dat werd onthuld door de Franse politici Léon Blum en Albert Sarrault. In 1926 en in 1927 nam Iché deel aan de Salon de la Douce France, een groepering van beeldhouwers die een terugkeer naar de methode van de 'taille directe' voorstonden. De groep vond steun bij de galeriehouder Louis Carré. Het weerhield Iché er evenwel niet van ook werk in brons te exposeren.
Iché huwde in 1928 zijn model Rosa Achard, nadat hij zich al eerder over haar dochtertje Laurence had ontfermd. De familie betrok een armoedige woning in de Rue St. Jacques, waar ze voornamelijk van haar inkomen leefde. In 1930 produceerde Iché bustes van André Breton en Paul Éluard. Vanaf 1931 stelde Iché werk tentoon bij Leopold Zborowski, de uit Polen afkomstige kunsthandelaar van Amedeo Modigliani, Chaim Soutine en André Derain, wat leidde tot de verkoop aan de staat van twee werken: Nu aan het Musée national d'art moderne (thans gevestigd in het Centre Georges Pompidou) en Portrait de Mme I aan Museum Boijmans Van Beuningen in Rotterdam, welk laatste werk gedurende de Tweede Wereldoorlog verloren is gegaan. Zborowski stierf in 1932.
Tussen 1931 en 1934 verbleef Iché in de Provence, waar hij werkte aan de Tombe de Charloun Rieu in Paradou. Na terugkeer in Parijs exposeerde hij bij Galerie de Portique en de pers schreef welwillend over zijn werk. Namens de Franse staat werden twee werken aangekocht: Portrait de Laurence en La Contrefleur. In 1936 huurde een Iché een nieuw, groter atelier in de Rue du Cherche-Midi en sloot zich als kunstenaar, net als Louis Aragon, aan bij het Front Populair (het Volksfront). In 1937 creëerde Iché na de radioberichten over het bombardement op 26 april 1937 (gedurende de Spaanse Burgeroorlog) van het in Spaans Baskenland gelegen stadje Guernica. Dag en nacht werkte hij aan het schrikaanjagende beeld Guernica, waarvoor zijn zesjarig dochtertje Hélène model stond. Hij weigerde het werk te exposeren. Pas in 1997, ter gelegenheid van zijn honderdste geboortedag, werd het beeld aan het publiek getoond. Het beeld werd sindsdien niet meer geëxposeerd en is nog steeds eigendom van de familie.
Hij werkte met de architect Auguste Perret aan een opdracht van drie paviljoens voor de Wereldtentoonstelling van 1937 (Exposition internationale "Arts et Techniques dans la Vie Moderne") in Parijs. In 1938 trok hij zich depressief, teleurgesteld in het Volksfront en door de gebeurtenissen in München, bij zijn vriend de surrealistische dichter Bousquet terug in Zuid-Frankrijk. Bousquet schreef zijn werk Le Mal d'Enfance, Iché illustreerde het en het werk werd opgedragen aan Paul Éluard.

### 1940-1954
Op 1 september 1940 sloot Iché zich aan bij de Groupe du musée de l'Homme van de Franse verzetsbeweging Résistance (Résistance intérieure française). De groep, bestaande uit intellectuelen, academici en kunstenaars, deed zich om te kunnen vergaderen voor als een literair genootschap: Les amis d'Alain Fournier. Het adres van Iché fungeerde als postadres voor het Franse verzet. Iché exposeerde nog wel gedurende diverse salons, maar hij weigerde zijn werk te verkopen aan de Duitse bezetters. Hij deed met enkele tekeningen mee aan de expositie van Franse Art dégénéré (Entartete Kunst), die in 1941 in Parijs werd georganiseerd door de schilder Jean Bazaine onder de titel: Vingt jeunes peintres de tradition française. In 1942 werd Iché lid van de ondergrondse beweging Cohors-Asturies, de noordelijke tak van de verzetsbeweging Libération, die werd opgericht op initiatief van generaal De Gaulle in Londen. Het door Iché in 1942 gemaakte beeld La France Déchirée werd tijdens een geheime operatie in 1943 naar De Gaulle getransporteerd en fungeerde vanaf dat moment als symbool van Libération. In 1947 ontving Iché de Médaille de la Résistance.
Na de Tweede Wereldoorlog behoorde Iché tot de selecte groep beeldhouwers die was uitgenodigd voor een internationale tentoonstelling van beeldhouwkunst na Auguste Rodin. De expositie deed gedurende 1947 en 1948 Duitsland, Oostenrijk en Tsjecho-Slowakije aan. Andere beeldhouwers waren: Constantin Brâncuşi, Jacques Lipchitz, Alberto Giacometti, Henri Laurens en Germaine Richier. Ook vertegenwoordigde hij Frankrijk met onder anderen Germaine Richier, Ossip Zadkine, Marc Chagall en Georges Braque bij de Biënnale van Venetië in 1948.
Hij realiseerde diverse oorlogs- en verzetsmonumenten, onder andere in Puiseaux en Carcassonne. Verzwakt door ziekte, reisde Iché nog naar Spanje, Oostenrijk en Polen. In 1953 ontving hij van de stad Parijs de Grand Prix de Sculpture de la Ville Paris en er werd een grote retrospectieve aan hem gewijd. Zijn laatste grote werk was in 1954 een opdracht van de Poolse regering voor een Monument aux Déportés in Auschwitz.
Iché stierf op 57-jarige leeftijd in Parijs.

## Werken in  musea (selectie)
- Étude de lutteurs (1924) Musée des Beaux-arts, Narbonne
- Père et fils (1925), Art Institute, Chicago
- Père et fils (1925), Musée d'art moderne, Saint-Étienne
- Portrait de Mme I. (1926), Museum Boijmans Van Beuningen, Rotterdam
- Nu (1928), Musée National d'art moderne, Centre Georges Pompidou, Parijs
- Nu, étude n°2 (1928), Musée des Beaux-arts, Rennes
- Masque de Paul Éluard (1930), Musée des Beaux-arts, Saint-Denis
- Masque d'André Breton (1930), Bibliothèque Jacques Doucet, Parijs
- Fragment de la Jeune Captive, Fonds municipal d'art contemporain de la ville de Parijs
- Portrait de Laurence Iché (1934), Centre Georges Pompidou, Parijs
- La Contrefleur (1934), Musée d'art moderne, Saint-Étienne
- La Contrefleur (1934), Musée des Beaux-arts, Villeneuve-sur-Lot
- La Jeune Tarentine (1934), Musée du Château de Saint-Ouen
- Max Jacob (1935), Musée des Beaux-arts, Orléans
- Max Jacob (1935), Musée des Beaux-arts, Quimper
- Masque de Louise Hervieu (1936), Centre Georges Pompidou, Parijs
- Mère et enfant (1936), Musée du Château de Saint-Ouen
- Hélène 6 ans (1936), MOMA, New York, Rockefeller Foundation
- Hommage à Federico Garcia Lorca (1936) Maison des Mémoire-Maison Joë Bousquet, Carcassonne
- Maquette de Joë Bousquet (1938) Musée des Beaux-arts, Carcassonne
- Melpomène 36 (1939) Musée d'art moderne, Parijs
- Melpomène 36 (1939) Musée Denys Puech, Rodez
- La Déchirée (1940) Musée Charles de Gaulle, La Boisserie, Colombey-les-Deux-Églises
- Etude de lutteurs à terre (Jacob et l'ange) (1942), Centre Georges Pompidou, Parijs
- Etude de lutteurs à terre (Jacob et l'ange) (1942), Musée Fabre, Montpellier
- Les lutteurs (1945) Journal l'Équipe, Issy-les-Moulineaux
- Le couple (1948) Musée d'art moderne, Palais de Tokyo, Parijs
- La petite danseuse (1954) Musée des Beaux-arts, Narbonne

## Werken in de openbare ruimte (selectie)
- Monument aux morts pacifiste (1927), monument 1914-1918 in Ouveillan
- Tombe de Charloun Rieu (1932-34), Paradou
- Exposition universelle (1937) (Pavillons de la marine marchande, du languedoc, de l'artisanat; exposition d'art moderne) (1937), Parijs
- Jeanne d'arc (1942), Église Sainte-Thérèse de Boulogne-Billancourt (architect: Auguste Perret)
- Lutteurs à terre (1942-46), Vanves
- Orphée (1942-50), Nogent-le-Rotrou
- Plaque à Germaine Tillion et Émilie Tillion (1947), Saint-Maur
- Monument à la Résistance (1948), Carcassonne
- Monument aux Otages (1948), Puiseaux
- Tombe de Max Jacob (1949), Saint-Benoît-sur-Loire
- Palais des Arts (1951-53), Narbonne
- Monument aux déportés d'Auschwitz (1954), Polen (niet gerealiseerd)
- Monument à Apollinaire (1954), Parijs (niet gerealiseerd)
- Monumenten in Narbonne